# Investidura presidencial de Barack Obama en 2013
La segunda investidura presidencial de Barack Obama se llevó a cabo el 21 de enero de 2013, a las 16:50 MGT. 
El juramento presidencial de Barack Obama fue administrado por el Presidente de la Corte Suprema, John G. Roberts Jr, a su vez, el juramento vicepresidencial de Joe Biden, fue administrado por la Jueza Asociada de la Corte Suprema, Sonia Sotomayor. 